# Folke Sandström
Folke Sandström est un cavalier suédois né le 27 septembre 1892 à Edshult et mort le 18 août 1962 à Lidingö.

## Carrière
Sa carrière amateur est principalement marquée par une médaille de bronze remportée aux Jeux olympiques de Berlin en 1936 en dressage par équipes avec Sven Colliander et Gregor Adlercreutz.

## Référence
1. ↑  https://www.sports-reference.com/olympics/athletes/sa/folke-sandstrom-1.html